# فرودگاه تونگهوا سن‌یوانپو
فرودگاه تونگهوا سن‌یوانپو (به انگلیسی: Tonghua Sanyuanpu Airport) یک فرودگاه نظامی و همگانی با کد یاتا TNH است . این فرودگاه در کشور چین قرار دارد .